# Cantone di Villé
Il Cantone di Villé era una divisione amministrativa dell'arrondissement di Sélestat-Erstein.
A seguito della riforma approvata con decreto del 18 febbraio 2014, che ha avuto attuazione dopo le elezioni dipartimentali del 2015, è stato soppresso.

## Composizione
Comprendeva i comuni di
- Albé
- Bassemberg
- Breitenau
- Breitenbach
- Dieffenbach-au-Val
- Fouchy
- Lalaye
- Maisonsgoutte
- Neubois
- Neuve-Église
- Saint-Martin
- Saint-Maurice
- Saint-Pierre-Bois
- Steige
- Thanvillé
- Triembach-au-Val
- Urbeis
- Villé